# Igor' Školik
Igor' Anatol'evič Školik (in russo Игорь Анатольевич Школик?; Severodvinsk, 9 gennaio 2001) è un calciatore russo, centrocampista dell'Īraklīs.

## Caratteristiche tecniche
È un centrocampista centrale.

## Carriera

### Club
Cresciuto nel settore giovanile della Dinamo Mosca, ha esordito in prima squadra il 19 luglio 2020 in occasione dell'incontro di Prem'er-Liga vinto 2-0 contro il Krasnodar.

### Nazionale
Ha giocato nella nazionale russa Under-19.

## Palmarès

### Club

#### Competizioni nazionali
- Campionato bielorusso: 1

Dinamo Minsk: 2024